# Macogny
Macogny é uma comuna francesa na região administrativa de Altos da França, no departamento de Aisne. Estende-se por uma área de 6,17 km². Em 2010 a comuna tinha 73 habitantes (densidade: 11,8 hab./km²).